# Districtul El Malah
El Malah este un district din provincia Aïn Témouchent, Algeria.